# نتريت البنتيل
الأميل هو مركب كيميائي C5H11ONO. المتصاوغات(الاميلات)المعروفة، مرتبطة بالمجموعة الوظيفية مجموعة الألكيل والخصائص الكيميائية والبيولوجية هي أساسا نتيجة لمجموعة مثل الألكيل الأخرى، الأميل نشط بيولوجيا في الثدييات والذي يستخدم أساسا كوصفة طبية لكونه موسع للأوعية الدموية مثل دواء الاستنشاق الذي أيضا يعتبر منشط مما أدى ذلك إلى استخدامه الترفيهي.
نتريت الأميل هو مركب كيميائي يرمز له بـ C5H11ONO. هو أحد مجموعات المتصاوغات(الاميلات)المعروفة، حيث جميعها تتميز بوجود مجموعة الأميل المرتبطة بالمجموعة الوظيفية النتريت. تعتبر مجموعة الألكيل مجموعة خاملة وخصائصها الكيميائية والبيولوجية هي نتيجة لمجموعة النتريت أساساً، مثل نتريات الأكيل الأخرى. يعتبر نتريت الأميل نشط بيولوجياً في الثدييات والذي تستخدم أساساً كوصفة طبية لكونها موسعة للأوعية الدموية، و مثل دواء الإستنشاق الذي يعتبر منشط أيضاً مما يؤدى إلى استخدامه الترفيهي.

## التسمية
يشمل مصطلح «نتريت الأميل» عدة متصاوغات. على سبيل المثال، يحمل الشكل الشائع لنتريت الأميل الصيغة (CH3) 2CHCH2CH2ONO) (CH3)2CHCH2CH2ONO) الذي يشار إليه كنتريت الإزميل. عندما تكون مجموعة الأميل هي مجموعة الألكيل الخطي أو العادي (ن) فإن ناتج نتريت الأميل يحمل الصيغة البنائية CH3 (CH2) 4ONO.
وعلى الرغم من وجود اسم مشابه لنتريت الأميل إلا أن نترات الأميل له تركيب كيميائي مختلف وخصائص مختلفة.

## التركيب و التفاعلات
يتم إعداد نتريات الألكيل من خلال تفاعل الكحول مع حمض النيتروز.
C5H11OH + HONO → C5H11ONO + H2O
يُسمى التفاعل بالأسترة، حيث أن تركيب نتريات الألكيل–عموماً- واضح ويمكن تنفيذه في مختبرات المنزل. ويشمل الإجراء المتبع بإضافة قطرة من حامض الكبريتيك المركز إلى خليط مبرد من محلول نتريت الصوديوم المائي والكحول. يتشكل مزيج القياس المتكافئ الانتقالي من اوكسيد النيتروز والنيتريك ثم تتحول الكحول إلى نتريت الألكيل وبسبب كثافته المنخفضة ستتشكل طبقة عليا التي بإمكانها أن تصب بسهولة من خليط التفاعل.
تتحلل نترات الايزوميل أساساً لإنتاج أملاح النترات وكحول الايزوميل:
C5H11ONO + NaOH → C5H11OH + NaNO2
يتفاعل نتريت الأميل ،كنتريات الألكيل الأخرى، مع الكربونات لتعطي الأوكسيمات.
يعتبر نتريات الأميل مفيدة أيضا ككواشف في تعديل تفاعل ساندميير(Sandmeyer). ينتج من تفاعل نتريت الألكيل مع الأمين العطري في المذيبات المهلجنة الأنواع العطرية الجذرية, ثم مستخلصات ذرة الهالوجين من المذيب.
يستخدم لتركيب أريل ايوديدس ديودوميثان (aryl iodides diiodomethane) ثلاثي برومو الميثان الذي يعتبر مذيب مناسب لتركيب أريل البروميد (aryl bromides)

## التأثيرات الجسدية
بين الأميل الألكيل الأخرى فعال يعتبر نتريت الأميل و نتريات الألكيل الأخرى موسعة فعالة للأوعية الدموية؛ إذ توسعها يؤدي إلى انخفاض في ضغط الدم. تعتبر نتريات الألكيل مصدرلأوكسيد النيتريك الذي يشير لارتخاء العضلات لا إرادياً. وتشمل الآثار الجسدية انخفاض في ضغط الدم وصداع واحمرار الوجه، وزيادة معدل ضربات القلب، ودوخة، واسترخاء العضلات لا إراديا وخاصة جدران الأوعية الدموية والعضلة العاصرة الشرجية الداخلية والخارجية. لا توجد أعراض الانسحاب حيث تشمل أعراض الجرعة الزائدة على الغثيان والتقيؤ وانخفاض ضغط الدم ونقص التهوية وضيق في التنفس وإغماء. عادة ما تظهر الآثار سريعاً جداً في غضون ثوان قليلة وتختفي في دقائق. يعمل نتريت الأميل أيضا في زيادة الحس المصاحب للألم.

## الاستخدامات
يستخدم نتريت الأميل طبياً لعلاج أمراض القلب مثل الذبحة الصدرية. كما أنه يستخدم كدواء استنشاق مما يؤدي إلى حالة نشاط وجيزة، وعندما يختلط مع غيره من العقاقير المنشطة السامة مثل الكوكايين أو حبوب الهلوسة (انظر MDMA)، تزداد حالة النشاط وتمتد لفترة طويلة. أحد الآثار الجانبية الشائعة هي فترة من الاكتئاب أو القلق، بالعامية «إحباط». يستخدم نتريت الأميل في بعض الأحيان لمكافحة هذه الآثار السلبية الرجعية , وقد أدى هذا التأثير المصاحب لأثاره التفا رقية إلى استخدامه كدواء ترفيهي ( انظر بوبرس).
كما يستخدم نتريت الأميل أحيانا كترياق لتسمم السيانيد. ويمكن أن تكون بمثابة أكسدة للحث على تشكيل ميتهيموغلوبين. يمكن للميتهيموغلوبين أن يحجز السيانيد كـ سيانميتهيموغلوبين cyanomethemoglobin)).
ومذيب كما يستخدم كمادة منظفة ومذيبة. يستخدم أيضاً كمذيب في الاستخدامات الصناعية والمنزلية.- اُستبدل فريون ثنائي كلورو ثنائي فلورو ميثان (dichlorodifluoromethane) التي تم إيقافه عام 1995 بسبب الأضرار التي لحقت بطبقة الأوزون كمنظف للوح الدوائر المطبوعة. يتم إضافة كمية صغيرة جدا منه إلى العطور حيث يساعد على تحديد الروائح بسرعة.
نتريت الأميل
```
 أسماء
```

الاسم IUPAC
(3- ميثيل بويتيل "methylbutyl ") النتريت
أسماء أخرى
نتريت الأيزوميل
نايتراميل (Nitramyl )
3- ميثيل-1- نيتروزاوكسُبيتين nitrosooxybutane))
```
النتريت الكحول (غامضة)
```

حمض النيتروز، pentyl استر (غامضة)
بوبرس (العامية،لغة الشارع)
المعرفات
رمز التسجيل CAS  110-46-3
رمز ATC V03AB22
الكيانات الكيميائية للأهمية البيولوجية الكيانات الكيميائية للأهمية البيولوجية: 55344
كيم سبايدر 9632
بنك العقاقير DB01612
إنشي اظهار
Jmol-3D صور صورة
KEGG  D00517
بوب كيم PubChem  10026
رقم RTECS  NT0187500
سمايلز اظهار
UNII N0U5TUC9Z
الخصائص
الصيغة الكيميائية C5H11NO2
الكتلة المولية 117.15 ز • مول-1
المظهر سائل عديم اللون
الكثافة  0.872 غ / CM3، السائل (25 °C)
الذوبان في الماء ذوبان بشكل طفيف
المخاطر
المخاطر الرئيسية عائي
درجة الوميض  21 °C (70 °F، K 294
درجة الحرارة الاشتعال الذاتي 209 °C (408 °F، K 482)
مركبات ذات صلة
مركبات ذات صلة النتروغلسرين
أيزوبنتنل (Isopentanol)
نتريت البوتيل
نتريت الأيزوبوتيل
نتريت الإيثيل
نتريت الميثيل
نتريت الآيزوبروبيل
نتريت سايكولهكسيل (Cyclohexyl nitrite)

## التركيب و التفاعلات
يتم إعداد نتريات الألكيل من خلال تفاعل الكحول مع حمض النيتروز.
C5H11OH + HONO → C5H11ONO + H2O
يُسمى التفاعل بالأسترة, حيث أن تركيب نتريات الألكيل–عموماً- واضح ويمكن تنفيذه في مختبرات المنزل. ويشمل الإجراء المتبع بإضافة قطرة من حامض الكبريتيك المركز إلى خليط مبرد من محلول نتريت الصوديوم المائي والكحول. يتشكل مزيج القياس المتكافئ الانتقالي من اوكسيد النيتروز والنيتريك ثم تتحول الكحول إلى نتريت الألكيل وبسبب كثافته المنخفضة ستتشكل طبقة عليا التي بإمكانها أن تصب بسهولة من خليط التفاعل.

## روابط خارجية
- Kjonaas، Richard A. (1996). "Amyl: A Misunderstood Word". Journal of Chemical Education. ج. 73 ع. 12: 1127. Bibcode:1996JChEd..73.1127K. DOI:10.1021/ed073p1127. Editorial on the use of the word "amyl".